# УСТ Беркут (Новий Ульм)
УСТ «Беркут» (Українське Спортове Товариство «Беркут») — українське спортивне товариство з німецького міста Новий Ульм.

Товариство засновано 3 березня 1946 року в українському таборі Райнгардт Касерне в Новому Ульмі (2050 осіб, членів товариства 192) з ініціятиви Юрія Косачевича, Михайла Томина, Степана Солтиса й Ігора Дмитерка спочатку як УСТ «Дніпро». Головами були: Косачевич (секретаріював Томин), в 1947 р. — Солтис і Томин, а від березня 1948 р. — інж. Прушинський. Відсутність трьох перших голів навесні 1948 р. товариство відчуло дуже болюче і майже припинило діяльність.
Незважаючи на брак вправних спортсменів, було високо оцінене за дисциплінованість. Крім побудови спортивного майданчику за табором і урядження дводенних заходів у другу річницю свого заснування «Беркут» заслуговує на особливе відзначення тому, що це єдине в Німеччині товариство, яке провадило з надзвичайними успіхами секцію важкої атлетики і гімнастики на приладах.

Праця товариства проходила в таких секціях:
- гімнастика — в 1946 р. два рази на тиждень вправляло по 20 чоловік;
- волейбол жінок — 25 змагань, участь в усіх обласних турнірах і зональному 1947 р.;
- волейбол чоловіків — 29 змагань, участь в усіх обласних турнірах і зональному в 1946 і 1947 рр.;
- баскетбол чоловіків — 8 ігор, участь в обласних турнірах від осені 1946 р.;
- гандбол жінок — одні змагання;
- гандбол чоловіків — одні змагання;
- футбол — як віце-чемпіон області команда увійшла восени 1946 р. до вищого дивізіону. Секція підкріплена в 1947 р. Павлом Макарем, що також і тренував її, була вирівняною дружиною. На другому блискавичному турнірі в Аугсбурзі восени 1947 р. «Беркут» здобув кубок м-ра Буцика. Друга команда змагалася в обласній лізі. Всіх ігор 129 (з чужинцями 45);
- настільний теніс — розіграла 30 змагань і брала участь в усіх обласних турнірах;
- шахи — 62 члени в чотирьох категоріях розігрували внутрішні кваліфікаційні турніри і слухали лекції та аналізували партії. Окремо організовано малолітню шкільну молодь і для неї проведено спеціальні курси гри в шахи. Секція брала участь в усіх обласних і зональних турнірах в 1946 та 1948 рр. Розіграно 39 змагань, 6 симультантів на 20-35 шахівницях кожний (Селезнів, Бавмґартен, Треґер, Ботковський), і гра насліпо (Ботковський). Товариство було членом німецького шахового союзу, в якому розіграло змагання за першість повіту Новий Ульм в класах майстрів і юніорів. В 1948 р. юніори здобули першість повіту.
- лижний спорт — у березні 1947 р. 17 членів відбуло тижневий курс в Оберстдорфі.
- бокс — в 1946 р. тренувалося 12 членів;
- легка атлетика — організовано два турніри, одні внутрішні змагання, п'ять бігів навпростець (господар зонального бігу 1947 р.), День Фізкультури та здобуто 82 Відзнаки Фізичної Вправності;
- важка атлетика — плекалася в двох ділянках:
- а) боротьба греко-римська. 11 змагань, а крім того члени змагалися в барвах німецького клубу і від нього за першість краю й зони, та в збірній міста Ульм. Борці Юрій Кусій в середній вазі, Девонський в півсередній і Іван Даниленко в напівважкій вазі добилися неабияких успіхів. Та найбільшого успіху, мабуть єдиний з усіх українців в Німеччині, здобув ланковий і ентузіаст своєї ділянки Ю. Кусій, здобуваючи німецьку першість американської зони на змаганнях свого «Атлєтікшпортферайн» (ювілей 50-ліття) з огляду на участь в них декількох майстрів зони;
- б) піднімання штанги. Засноване влітку 1946 р. і треноване інж. Юрієм Перепелицею, окрім якого найкращим атлетом виявився також Ю. Кусій. Секція провела 16 командних і індивідуальних змагань, спортсмени також виступали в лавах німецького клубу. Інж. Перепелиця здобув в 1946 р. титул «крайсмайстер» повіту Ульм у важкій вазі, а Ю. Кусій Ю. 14 грудня 1947 р. в Людвіґсбурзі виборов звання майстра краю Вюртемберґ у середній вазі. На змаганнях 8 вересня 1946 р. в Аугсбурзі за першість Баварії Кусій зайняв друге місце, Перепелиця — 4-е, Даниленко — 5-е в напівважкій та Воскобійник 8-е місце в середній вазі.
- приладівка (вправи на різноманітних гімнастичних приладах) — вправляло 8 осіб, влаштовано одні переможні змагання з німцями;
- плавання — товариство було господарем зональних змагань 1946 р. (2-е місце);
- туризм — влаштовано 11 краєвих прогульок;
- культурно-освітня праця і інше — товариство влаштувало 12 звітів для членів в таборовому радіо та було господарем інструкторського курсу РФК для волейболісток і організувало 6 різних зональних і 8 обласних заходів.